# エスタディオBBVA
エスタディオBBVA（Estadio BBVA）は、メキシコのモンテレイ郊外に所在する球技場。

## 概要
当初はエスタディオ・デ・フットボル・モンテレイであったが、スペインの銀行BBVAの現地子会社BBVAメヒコ（旧BBVAバンコメル、2019年6月にブランド統一による社名変更）が命名権を取得。
2011年に着工し、2015年に完成した。CFモンテレイの本拠地となり、杮落としはエウゼビオ・カップであり、ポルトガルのベンフィカと対戦した。結果は3–0でモンテレイが勝利した。
2017年にはジャスティン・ビーバーが当地で世界ツアーの一環としてコンサートを行った。
2019年6月、エスタディオBBVAバンコメルからエスタディオBBVAへ改名された。
また、2026 FIFAワールドカップの会場として使用される予定であるが、施設命名権行使禁止規定により、会期中に限り名称は「エスタディオ・モンテレイ（モンテレイスタジアム）」となる。